# Pigna (rione de Rome)
Pigna est l'un des 22 rioni de Rome. Il est désigné dans la nomenclature administrative par le code R.IX.

## Historique
Le nom du rione provient de l'immense sculpture en bronze en forme de pomme de pin (en italien Pigna) qui selon la tradition fermait l'ouverture de la coupole du Panthéon. Selon une autre source, celle-ci ornait une fontaine qui se situait non loin des thermes d'Agrippa. Elle a été déplacée au Vatican, dans la Cortile della Pigna.
|  |  |

## Sites particuliers
- Panthéon de Rome
- Église Santa Maria in Via Lata
- Basilique Santa Maria sopra Minerva
- Église du Gesù
- Église Sant'Ignazio di Loyola a Campo Marzio
- Basilique San Marco Evangelista al Campidoglio
- Église Santo Stefano del Cacco
- Église Santa Chiara
- Église San Giovanni della Pigna
- Église Santissime Stimmate di San Francesco
- Palais Maffei Marescotti (Palais du Vicariat, propriété du Vatican)
- Oratoire San Francesco Saverio
- Église Santa Marta al Collegio Romano (déconsacrée)
- Église Santa Lucia alle Botteghe Oscure (déconsacrée)
- Église San Nicola dei Cesarini (déconsacrée)
- Palazzetto Calzone, un palais Art nouveau